# Riu Penobscot
El Penobscot (en anglès Penobscot River) és un riu del vessant atlàntic dels Estats Units, que amb una llargada de 563 kilòmetres és el segon riu més llarg de l'estat de Maine i el més llarg dels rius que discorren completament per aquest estat. La seva conca hidrogràfica té una superfície de 22.300 km².

## Geografia
El riu Penobscot es forma per la unió de quatre rius en diversos llacs de la zona central de Maine, i discorre generalment en direcció est. Després de la unió del West Branch amb l'East Branch a Medway (45° 36′ 14″ N, 68° 31′ 52″ O / 45.604°N,68.531°O), discorre uns 140 km cap al sud, fins més enllà de la ciutat de Bangor, on passa a ser navegable. Desemboca a l'oceà Atlàntic a la badia de Penobscot. És la llar dels penobscots que viu a Indian Island.
El Govern dels Estats Units manté tres mesuradors de cabal al llarg del riu: el primer es troba a l'East Branch, a Grindstone, uns 16 km al sud de Stacyville (45° 43′ 49″ N, 68° 35′ 22″ O / 45.73028°N,68.58944°O) on el riu drena una conca de 2.810 km². En aquest punt el cabal oscil·la entre 11 i 37 m³/s. El segon es troba a West Enfield (45° 14′ 12″ N, 68° 38′ 57″ O / 45.23667°N,68.64917°O), amb una conca de 17.280 km² i un cabal que se situa entre 116 i 274 m³/s. El tercer es troba a Eddington (45° 14′ 12″ N, 68° 38′ 57″ O / 45.23667°N,68.64917°O), 0,64 km aigües amunt de la presa Veazie, amb una conca de 20.110 km².

## Història

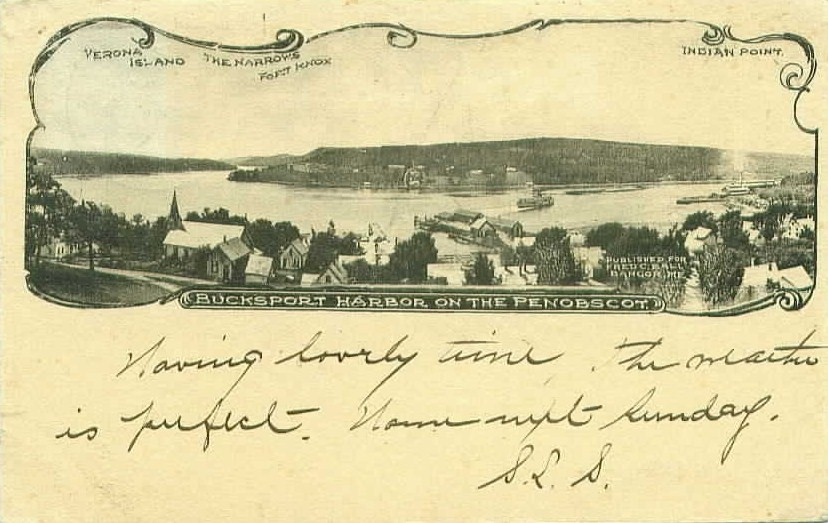
Bucksport Harbor, vers 1905

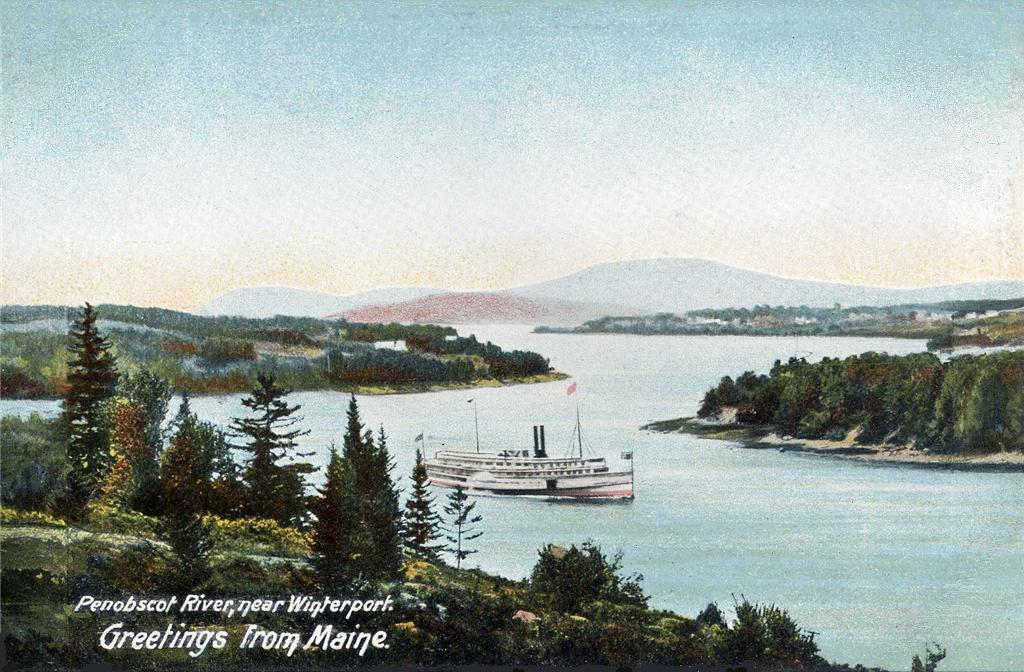
Vista prop de Winterport vers 1906

Els primers europeus dels quals es té coneixement haurien explorat el riu van ser el portuguès Esteban Gómez, en 1524, i el francès Samuel de Champlain, l'any 1605. Uns anys més tard jesuïtes francesos van estar com a missioners entre els penobscots i els van convertir al catolicisme. La colònia francesa de Pentagouet, l'actual Castine, va ser fundada en el punt on el riu desemboca a la badia de Penobscot i els penobscot establiren un assentament permanent a Indian Old Town al voltant de la missió catòlica. Durant el segle xvi i meitat del segle xvii foren els únics assentaments permanents al riu, tot i que els penobscots consideraven tot el riu i la badia com al seu vedat de caça i mantenien altres llogarets estacionals al llarg de les seves ribes.
El 1669 els mohawk va fer incursions des de l'oest que van ser molt destructives pels penobscots. Durant les guerres anglo-wabanaki els colons anglesos de Massachusetts feren incursions periòdiques contra els penobscot, destruint la vila original nativa el 1723, però no aconseguiren treure el control francès de la zona fins a la dècada de 1750. En un tractat de 1752 Massachusetts va reclamar tota la conca del Penobscot i el 1759 l'Expedició Pownall, encapçalada pel governador Thomas Pownall, va establir la fortalesa Pownall, al Cap Jellison, en el que actualment és Stockton Springs. Això va marcar l'inici de la dominació anglesa i la incorporació de la vall del riu Penobscot a Nova Anglaterra.
El primer colon permanent anglès al riu va ser Joshua Treat (1726-1802), que va ser inicialment armer i traductor a Fort Pownall. El seu fill gran, Joshua Treat Jr., va construir una casa i una serradora a Marsh Bay, a l'actual Frankfort, i altres membres de la seva extensa família, juntament amb altres colons de Massachusetts i Nou Hampshire, es van assentar cada vegada més lluny, riu amunt, fins a acabar restringint els poble penobscot a Indian Old Town, l'actual Reserva Índia Penobscot.
El riu i la badia van ser escenari de diverses batalles, tant durant la Guerra de la Independència dels Estats Units com durant la Guerra de 1812. En ambdós casos la Royal Navy britànica va guanyar i el 1814 van saquejar la ciutat de Bangor. Per evitar que això tornés a succeir i a la proximitat de la frontera entre els Estats Units i el Canadà britànic, una frontera controvertida encara durant la dècada de 1840, el 1844 el govern federal dels Estats Units inicià la construcció d'un gran fort de pedra, Fort Knox, davant la ciutat de Bucksport, prop de la desembocadura del riu. La fortalesa mai entrar en funcionament.
Durant el segle xix el riu és una important via de transport pels troncs procedents dels boscos del nord que són transportats fins a les proximitats d'Old Town i Orono per a ser tallats. Un ús econòmic secundari del riu a finals del segle fou com a font de gel, ja que es tallava l'aigua gelada pels mercats urbans.
Al segle xx la indústria de la fusta va ser substituïda en gran part per la fabricació de paper, en forma de grans fàbriques de pasta de cel·lulosa, localitzades al llarg del riu, des Millinocket i East Millinocket, al nord, fins a South Brewer i Bucksport, al sud. El desenvolupament d'energia hidroelèctrica barata també va atreure altres tipus de manufactures lleugeres, com tèxtils i sabates.
Al segle xxi, amb la disminució de la importància de la indústria del paper a Maine, la conca del Penobscot s'està associant a un ús més recreatiu.